# Гетинг, Вон
Хамфри Вон ап Дэвид Гетинг (англ. Humphrey Vaughan ap David Gething; род. 1974, Лусака) — валлийский государственный и политический деятель. Первый министр Уэльса и лидер валлийских лейбористов (с марта по август 2024).

## Биография
Родился в 1974 году в Замбии, сын белого валлийца и замбийки, в двухлетнем возрасте вместе с семьёй переехал в Великобританию. Окончил Эберистуитский университет и Уэльский университет, занимался юридической практикой в адвокатском бюро Thompsons Solicitors, являлся профсоюзным юрисконсультом (состоит в профсоюзах GMB, UNISON и Unite). В 17-летнем возрасте вступил в Лейбористскую партию.
В 1999 году предпринимал неудачную попытку избрания в Палату общин Великобритании, в 2001—2003 годах возглавлял общественную организацию «Право голосовать», которая добивается более активного участия темнокожего населения в общественно-политической жизни. В 2008 году возглавил валлийское отделение Британского конгресса тред-юнионов, в 2011 году избран в парламент Уэльса от округа Южный Кардифф и Пенарт. В 2013—2014 годах являлся заместителем валлийского министра по преодолению бедности, затем — заместителем валлийского министра здравоохранения до 2016 года. Затем последовательно занимал должности в правительстве Уэльса: секретаря Кабинета, министра здравоохранения и социальных служб, с 2021 года — министра экономики. 13 декабря 2023 года первый министр Уэльса Марк Дрейкфорд объявил об уходе в отставку. Кандидатуру Гетинга на внутрипартийных выборах поддержал профсоюз Unite, и 16 марта 2024 года по итогам прямого голосования валлийских лейбористов Гетинг был избран их новым лидером, победив Джереми Майлза.
20 марта 2024 года парламент Уэльса наделил Гетинга полномочиями первого министра, и король Великобритании Карл III утвердил его в должности. Таким образом, Гетинг стал первым чернокожим главой правительства в истории Уэльса, Великобритании и Европы.
16 июля 2024 года Гетинг объявил об отставке после обвинений в нарушении правил финансирования избирательных кампаний, допущенных им в ходе борьбы за лидерство в Лейбористской партии. Следствием скандала стал распад коалиции с Партией Уэльса и вотум недоверия в парламенте, после которого первый министр отказался уйти в отставку, но был вынужден сделать это после выхода четырёх министров из правительства в знак протеста.
6 августа 2024 года парламент Уэльса утвердил в должности первого министра нового лидера валлийских лейбористов баронессу Элюнед Морган.